# 하드코어 펑크 하위 장르 목록
다음은 하드코어 펑크 하위 장르 목록이다.
- 크로스오버 스래시
- 크러스트 펑크
- D-beat
- 데스코어
- 디지털 하드코어
- 팝 펑크
- 이모 (음악)
- 일렉트로닉코어
- 그라인드코어
- 멜로딕 하드코어
- 메탈코어
- 포스트 하드코어
- 랩 록
- 스크리모
- 스카 펑크

## 같이 보기
- 펑크 록